# EAST ASIA (曲)
「EAST ASIA」（イーストエイジア）は、中島みゆきの楽曲で、1992年に発売された同名のアルバム『EAST ASIA』に収録されている。

## 解説
中島はこの楽曲に関して、1992年の『月刊カドカワ』の中で「外国に行き来するようになって、むこうの人が『あなたはどこの国の人?中国人?』って聞かれたときに『いえ。日本です』と言うと『ああ日本。どこにあるの?』みたいなことがよくあった。そういう時に実感としてあれーっ日本って真ん中にあるんじゃなかったっけと、日本の位置について改めて考えさせられたりとかあった」と語っている。
デヴィッド・キャンベルが編曲に参加したのはこの曲が最初である。

## 収録作品
アルバム
| 収録アルバム                          | 発売日        | 備考           |
| ------------------------------------- | ------------- | -------------- |
| EAST ASIA                             | 1992年10月7日 | 20thアルバム   |
| 歌旅 -中島みゆきコンサートツアー2007- | 2008年6月11日 | ライブアルバム |

映像作品
| 収録映像作品                                    | 発売日         | 備考                            |
| ----------------------------------------------- | -------------- | ------------------------------- |
| 夜会VOL.4 金環蝕                                | 1993年11月3日  | ライブDVD                       |
| 夜会工場VOL.2                                   | 2018年12月19日 | ライブDVD/BD                    |
| 中島みゆき ライブ リクエスト -歌旅・縁会・一会- | 2018年12月19日 | ライブアルバム（初回盤限定DVD） |

## 外部サイト
- 中島みゆき オフィシャルサイトによる紹介（収録アルバム）
  - EAST ASIA
  - 歌旅 -中島みゆきコンサートツアー2007-